# Emily Seebohm

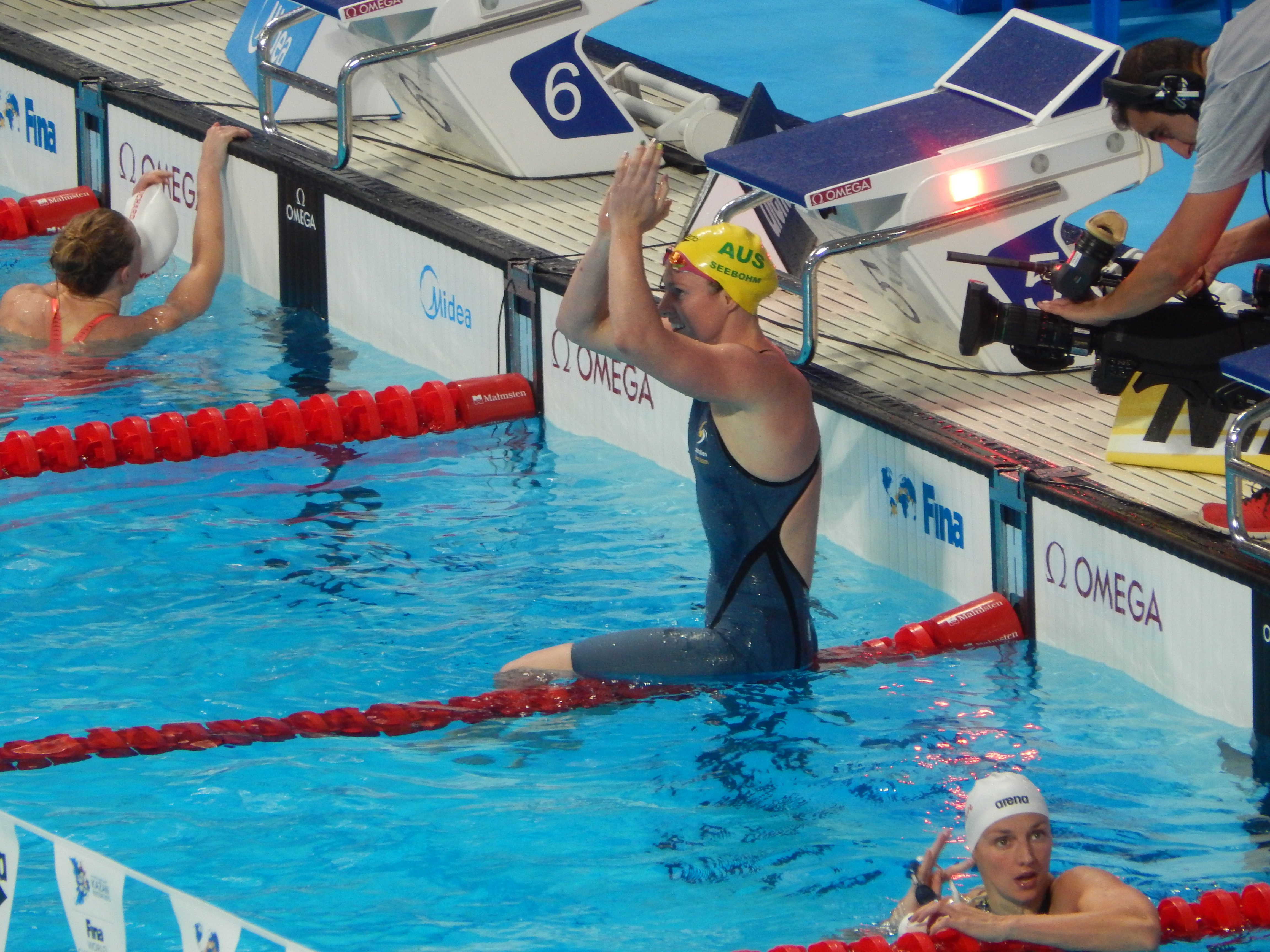
Seebohm na het behalen van de wereldtitel op de 200 meter rugslag in 2015.

Emily Jane Seebohm (Adelaide (Zuid-Australië), 5 juni 1992) is een Australische zwemster. Ze vertegenwoordigde haar vaderland op de Olympische Zomerspelen 2008 in Peking, op de Olympische Zomerspelen 2012 in Londen en op de Olympische Zomerspelen 2016 in Rio de Janeiro.

## Carrière
Seebohm maakte op 14-jarige leeftijd haar internationale debuut tijdens de wereldkampioenschappen zwemmen 2007 in Melbourne. Op de 100 meter rugslag eindigde ze net naast het podium als vierde en op de 50 meter rugslag als veertiende. Op 31 maart won zij het goud op de 4x100 meter wisselslag in een team dat verder bestond uit Leisel Jones, Jessicah Schipper en Libby Lenton, het kwartet verbeterde tevens het wereldrecord.
De Australische startte tijdens de Olympische Spelen 2008 in Peking individueel op de 100 meter rugslag en werd daarop uitgeschakeld in de halve finale. Met de 4x100 meter wisselslagploeg had ze meer succes, in een team dat verder bestond uit Leisel Jones, Jessicah Schipper en Libby Trickett won zij goud, zij verbeterden tevens hun eigen wereldrecord. Seebohm was in Peking met haar 16 jaar en 67 dagen de jongste deelnemer van de 43 man sterke zwemequipe uit Australië. Adam Pine (32 jaar en 170 dagen) was de oudste.
Op de wereldkampioenschappen zwemmen 2009 in Rome veroverde Seebohm de bronzen medaille op de 100 meter rugslag en eindigde ze als zevende op de 50 meter rugslag, op de 200 meter wisselslag strandde ze in de halve finales. Samen met Sarah Katsoulis, Jessicah Schipper en Libby Trickett sleepte ze de zilveren medaille in de wacht op de 4x100 meter wisselslag.
In Irvine nam de Australische deel aan de Pan Pacific kampioenschappen zwemmen 2010. Op dit toernooi veroverde ze de gouden medaille op de 100 meter rugslag en de 200 meter wisselslag en de zilveren medaille op de 100 meter vrije slag en de 50 meter vlinderslag, daarnaast eindigde ze als negende op de 50 meter rugslag. Op de 4x100 meter vrije slag legde ze samen met Yolane Kukla, Alicia Coutts en Felicity Galvez beslag op de zilveren medaille, samen met Leisel Jones, Alicia Coutts en Yolane Kukla sleepte ze de zilveren medaille in de wacht op de 4x100 meter wisselslag. Tijdens de Gemenebestspelen 2010 in Delhi won Seebohm acht medailles: Individueel won ze goud op de 100 meter rugslag, zilver op de 100 meter vrije slag en de 200 meter wisselslag en brons op zowel de 50 als de 200 meter rugslag en de 50 meter vlinderslag. Op de 4x100 meter vrije slag veroverde ze samen met Alicia Coutts, Marieke Guehrer en Felicity Galvez de gouden medaille, samen met Leisel Jones, Jessicah Schipper en Alicia Coutts legde ze, op de 4x100 meter wisselslag, beslag op de gouden medaille.
Op de wereldkampioenschappen zwemmen 2011 in Shanghai eindigde de Australische als vierde op de 100 meter rugslag en als vijfde op de 50 meter rugslag.
Tijdens de Olympische Zomerspelen van 2012 in Londen veroverde Seebohm, achter de Amerikaanse Missy Franklin, de zilveren medaille op de 100 meter rugslag. Op de 4x100 meter wisselslag sleepte ze samen met Leisel Jones, Alicia Coutts en Melanie Schlanger de zilveren medaille in de wacht. Samen met Brittany Elmslie, Yolane Kukla en Libby Trickett zwom ze in de series van de 4x100 meter vrije slag, in de finale legde Elmslie samen met Alicia Coutts, Cate Campbell en Melanie Schlanger beslag op de gouden medaille. Voor haar aandeel in de series werd Seebohm beloond met de gouden medaille.
In Barcelona nam de Australische deel aan de wereldkampioenschappen zwemmen 2013. Op dit toernooi veroverde ze de zilveren medaille op de 100 meter rugslag, op de 50 meter rugslag strandde ze in de halve finales. Samen met Sally Foster, Alicia Coutts en Cate Campbell sleepte ze de zilveren medaille in de wacht op de 4x100 meter wisselslag. Op de 4x100 meter vrije slag zwom ze samen met Bronte Campbell, Emma McKeon en Brittany Elmslie in de series, in de finale legden Campbell en McKeon samen met Cate Campbell en Alicia Coutts beslag op de zilveren medaille. Voor haar inspanningen in de series ontving Seebohm eveneens de zilveren medaille.
Op de Gemenebestspelen 2014 in Glasgow veroverde Seebohm de gouden medaille op de 100 meter rugslag en de zilveren medaille op de 200 meter rugslag. Daarnaast eindigde ze als vierde op de 50 meter rugslag en als zevende op de 200 meter wisselslag. Samen met Lorna Tonks, Emma McKeon en Cate Campbell sleepte ze de gouden medaille in de wacht op de 4x100 meter wisselslag. Tijdens de Pan-Pacifische kampioenschappen zwemmen 2014 in Gold Coast behaalde de Australische de gouden medaille op de 100 meter rugslag en de zilveren medaille op de 200 meter rugslag, op de 200 meter wisselslag eindigde ze op de zevende plaats. Op de 4x100 meter wisselslag legde ze samen met Lorna Tonks, Alicia Coutts en Cate Campbell beslag op de gouden medaille. In Doha nam Seebohm deel aan de wereldkampioenschappen kortebaanzwemmen 2014. Op dit toernooi veroverde ze de zilveren medaille op de 50, 100 en 200 meter rugslag en de bronzen medaille op de 100 meter wisselslag. Daarnaast werd ze uitgeschakeld in de series van de 200 meter wisselslag. Samen met Madison Wilson, Sally Hunter en Bronte Campbell sleepte ze de zilveren medaille in de wacht op de 4x100 meter wisselslag.
Op de wereldkampioenschappen zwemmen 2015 in Kazan werd de Australische wereldkampioene op zowel de 100 als de 200 meter rugslag. Op de 50 meter rugslag eindigde ze op de vierde plaats. Op de 4x100 meter wisselslag legde ze samen met Emma McKeon, Bronte en Cate Campbell beslag op de wereldtitel. Samen met Taylor McKeown, Emma McKeon en Bronte Campbell behaalde ze de bronzen medaille op de 4x100 meter wisselslag.
Tijdens de Olympische Zomerspelen van 2016 in Rio de Janeiro eindigde Seebohm als zevende op de 100 meter rugslag. Daarnaast strandde ze in de halve finales van de 200 meter rugslag. Op de 4x100 meter wisselslag veroverde ze samen met Taylor McKeown, Emma McKeon en Cate Campbell de zilveren medaille.

## Internationale toernooien
| Jaar | Olympische Spelen                                                                   | WK langebaan                                                                                          | WK kortebaan                                                                                          | PanPacs | Gemenebestspelen |
| ---- | ----------------------------------------------------------------------------------- | --- | --- | --- | --- |
| 2007 |                                                                                     | 14e 50m rugslag · 4e 100m rugslag · 4x100m wisselslag                                                 | | | |
| 2008 | 9e 100m rugslag · 4x100m wisselslag                                                 | | geen deelname                                                                                         | | |
| 2009 |                                                                                     | 7e 50m rugslag · 100m rugslag · 15e 200m wisselslag · 4x100m wisselslag                               | | | |
| 2010 |                                                                                     | | geen deelname                                                                                         | 100m vrije slag · 9e 50m rugslag · 100m rugslag · serie 200m rugslag · 50m vlinderslag · 200m wisselslag · 4x100m vrije slag · 4x100m wisselslag | 100m vrije slag · 50m rugslag · 100m rugslag · 200m rugslag · 50m vlinderslag · 200m wisselslag · 4x100m vrije slag · 4x100m wisselslag |
| 2011 |                                                                                     | 5e 50m rugslag 4e 100m rugslag                                                                        | | | |
| 2012 | 100m rugslag · 4x100m vrije slag · Seebohm zwom enkel de series · 4x100m wisselslag | | geen deelname                                                                                         | | |
| 2013 |                                                                                     | 12e 50m rugslag · 100m rugslag · 4x100m vrije slag · Seebohm zwom enkel de series · 4x100m wisselslag | | | |
| 2014 |                                                                                     | | 50m rugslag · 100m rugslag · 200m rugslag · 100m wisselslag · 13e 200m wisselslag · 4x100m wisselslag | 100m rugslag · 200m rugslag · 7e 200m wisselslag · 4x100m wisselslag                                                                             | 4e 50m rugslag · 100m rugslag · 200m rugslag · 7e 200m wisselslag · 4x100m wisselslag                                                   |
| 2015 |                                                                                     | 4e 50m rugslag · 100m rugslag · 200m rugslag · 4x100m vrije slag · 4x100m wisselslag                  | | | |
| 2016 | 7e 100m rugslag · 12e 200m rugslag · 4x100m wisselslag                              | | 6-11 december                                                                                         | | |

## Persoonlijke records
Bijgewerkt tot en met 3 september 2016
Kortebaan
| Afstand         | Tijd    | Datum            | Plaats    |
| --------------- | ------- | ---------------- | --------- |
| 50m vrije slag  | 24,51   | 3 september 2016 | Moskou    |
| 100m vrije slag | 52,67   | 26 november 2015 | Sydney    |
| 50m rugslag     | 25,83   | 7 december 2014  | Doha      |
| 100m rugslag    | 55,31   | 4 december 2014  | Doha      |
| 200m rugslag    | 1.59,49 | 26 november 2015 | Sydney    |
| 100m wisselslag | 58,10   | 27 augustus 2016 | Chartres  |
| 200m wisselslag | 2.06,24 | 7 augustus 2013  | Eindhoven |

Langebaan
| Afstand         | Tijd    | Datum            | Plaats |
| --------------- | ------- | ---------------- | ------ |
| 50m vrije slag  | 25,73   | 14 april 2009    | Sydney |
| 100m vrije slag | 53,92   | 2 augustus 2015  | Kazan  |
| 50m rugslag     | 27,49   | 28 oktober 2015  | Tokio  |
| 100m rugslag    | 58,23   | 29 juli 2012     | Londen |
| 200m rugslag    | 2.05,81 | 8 augustus 2015  | Kazan  |
| 50m vlinderslag | 26,08   | 18 augustus 2010 | Irvine |
| 200m wisselslag | 2.09,93 | 21 augustus 2010 | Irvine |